# 陈玉庭
陈玉庭，仁和人，明朝政治人物。
陈玉庭曾于万历二十年接替马贯任兴化府知府一职，万历二十六年由李大钦接任。